# اسمان دول
اسمان دول، روستایی از توابع بخش کلیائی شهرستان سنقر در استان کرمانشاه ایران است.این روستا به دلیل اینکه تمام اطراف آنرا را کوه احاطه کرده و آن را شبیه سطل ( دول به زبان محلی) کرده که تنها آسمان از درون روستا قابل دیده شدن است نامگذاری شده.

## جمعیت
این روستا در دهستان سطر قرار دارد و براساس سرشماری مرکز آمار ایران در سال ۱۳۸۵، جمعیت آن 75 نفر (۱۵خانوار) بوده‌است.